# Río Deva (Guipúzcoa)
El río Deva (en euskera Deba) es un río situado en el País Vasco, en el norte de España, en la Cornisa Cantábrica. Nace en Arlabán, extremo occidental de la Sierra de Elgea, muy cerca de Salinas de Léniz, pero en tierras de Álava. Discurre por Guipúzcoa y desemboca en el mar Cantábrico formando una ría en la localidad de Deva.
El nombre de Deva puede ser de origen celta, significando "Diosa de las aguas".

## Cuenca
En su cuenca se configuran dos comarcas guipuzcoanas:

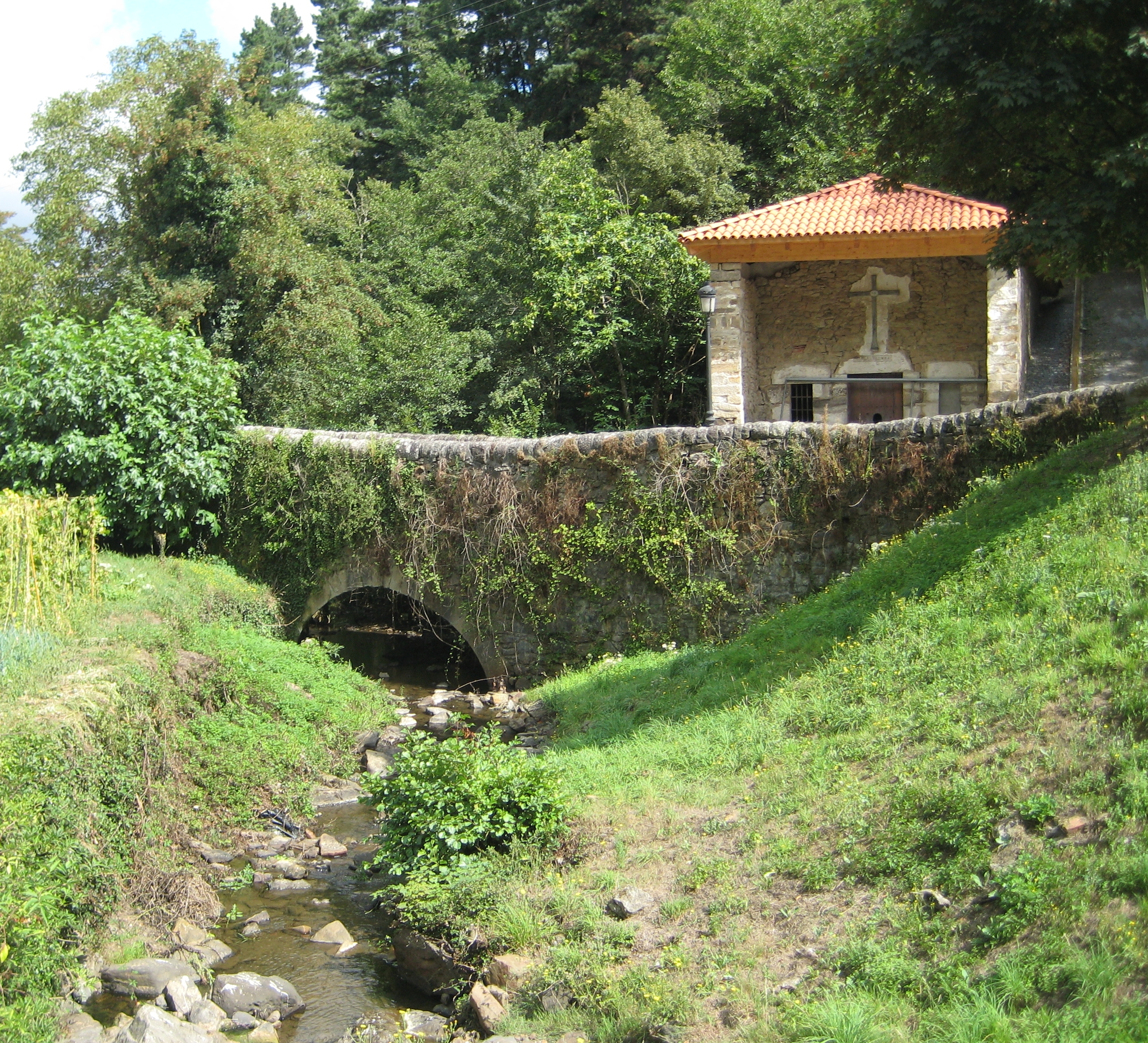
Curso alto, en el barrio de Dorleta, en Salinas de Léniz.

- Alto Deva, que comprende las localidades de Salinas de Léniz, Escoriaza, Arechavaleta, Mondragón, Vergara, Elgueta, Anzuola y Oñate.

- Bajo Deva, con Placencia de las Armas, Éibar, Elgóibar, Mendaro, Motrico y Deva.

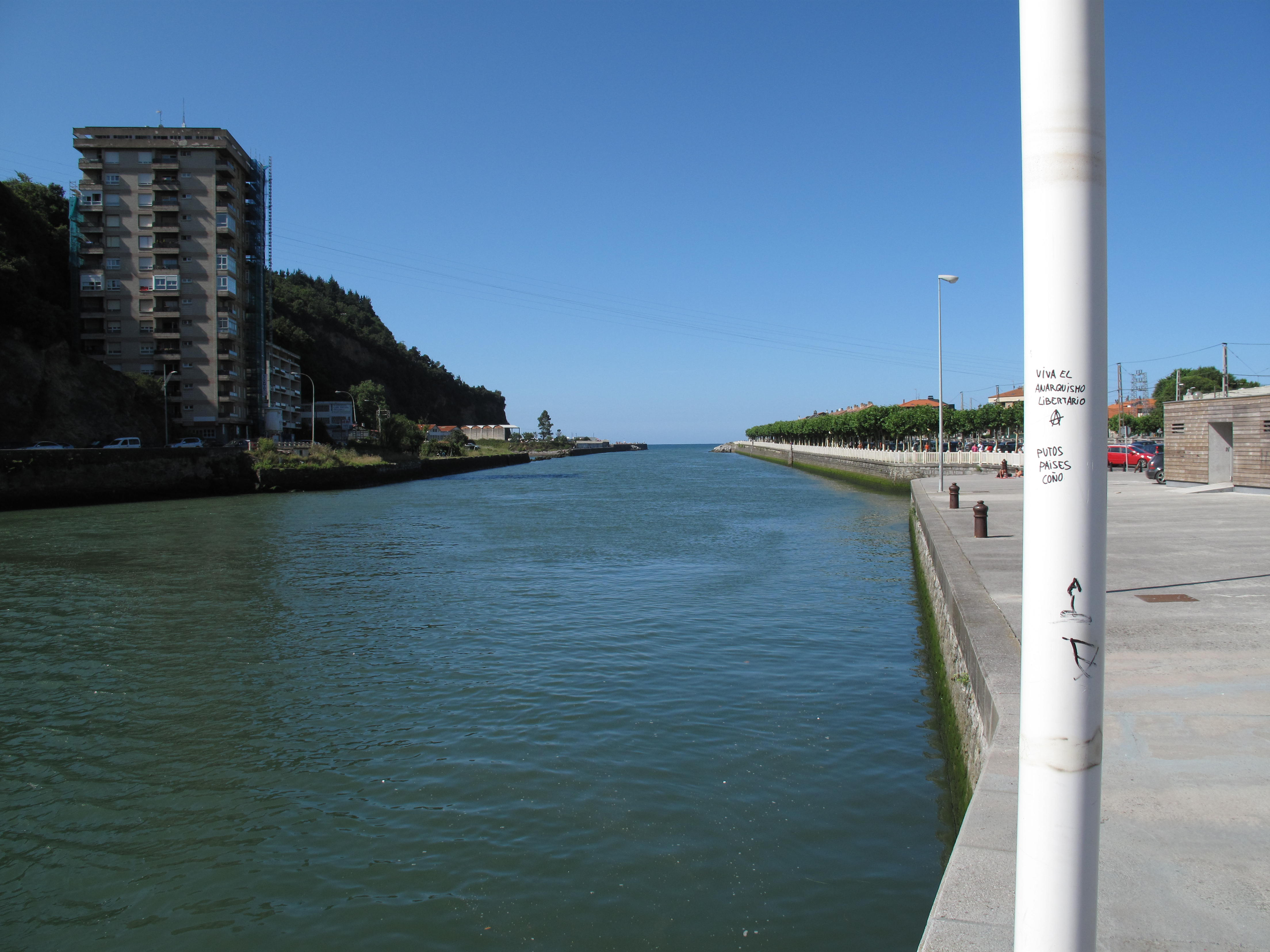
Desembocadura

Motrico y Elgueta, estrictamente, no están situados en su valle. También forman parte de la cuenca del Deva los municipios vizcaínos de Mallavia y Ermua y el alavés de Aramayona.

## Historia
Antiguamente fue navegable hasta el barrio de Alzola, en Elgóibar, donde existió un importante puerto comercial (aún quedan algunos restos). La importancia de este puerto estaba en que era el punto de embarque de la lana que procedía de Castilla y era exportada a Inglaterra y del mineral de hierro que procedía de Reino Unido y se distribuía por las ferrerías del entorno. Esta operación se realizaba con embarcaciones planas, llamadas gabarras. La lana que llegaba hasta Alzola se recogía a lomos de mulas y se trasladaba hasta Deva para embarcarla en barcos, realizándose la operación contraria con el hierro.
En el siglo XVIII, durante la Ilustración, se proyectó la realización de un conjunto de canales navegables cuyo objetivo final era comunicar el Mediterráneo por el Ebro (por el Canal de Amposta), por el Canal Imperial de Aragón, con el Atlántico por los ríos Zadorra y Deva (Guipúzcoa) (desembocando en Deva) o bien por Laredo (Cantabria), y con el Duero por el Canal de Castilla. Supuestamente este proyecto no se llegó a terminar por causa de los elevados costes derivados de la compleja orografía, aunque se hicieron algunos tramos en las zonas más llanas Canal de Castilla y parte del Canal Imperial de Aragón entre 1776 y 1790 por orden del conde de Floridablanca.

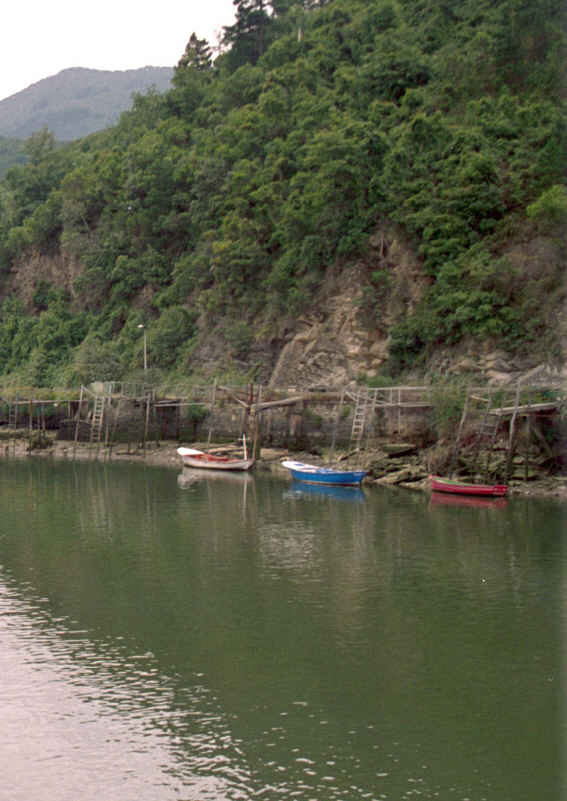
Embarcaderos en la ría.

En las orillas de su ría se construyeron barcos hasta principios del siglo XX, y su entorno ha sido uno de los lugares históricos del turismo guipuzcoano, existiendo un balneario, el de Alzola, que contó con bastante fama. Actualmente se embotellan y distribuyen sus aguas.
La parte final de su valle tiene forma de desfiladero, en el que se han encontrado diferentes yacimientos arqueológicos de importancia. En él también está situada la iglesia de San Andrés de Astigarribia, que ha sido considerada una de las más antiguas del territorio histórico de Guipúzcoa por tener elementos considerados prerrománicos, como una ventana en arco de herradura. Estudios posteriores han revelado que estos elementos son del siglo XI. El río Deva fue frontera entre várdulos y caristios. Hoy día es la frontera de los dos dialectos principales del vasco: el guipuzcoano y el vizcaíno.

## Ecología
La calidad de sus aguas sufrió las consecuencias de la industrialización de los municipios de su cuenca. La manufactura del hierro y la confección textil han sido a lo largo de la historia las actividades más relevantes de esas poblaciones. Ello llevó a la contaminación de las aguas de la práctica totalidad de su sistema hidrográfico. 
El desarrollo que se produjo a mediados del siglo XX y el aumento poblacional que se debió a él, y que no fue regulado, produjo una gran contaminación, tanto industrial como fecal, de todo el río y sus afluentes, llegando a extinguir la vida fluvial. Se llegaba a ver el río de diferentes colores según fuera el vertido realizado por las industrias ubicadas en sus orillas.
La entrada de España en la Comunidad Económica Europea impuso la obligación de acatar la normativa comunitaría; una de esas normas hace referencia a la limpieza de los ríos y al saneamiento de sus cuencas. Para el saneamiento de la cuenca del Deva se diseñó un plan basado en cuatro estaciones de tratamiento de aguas residuales (EDAR). La primera de ellas, inaugurada en 1999, da servicio a las poblaciones de Motrico y Deva y se sitúa en el barrio devarés de Icíar. La segunda y más importante, que abarca todo el Bajo Deva a excepción de los municipios antes señalados, con una población de más de 90.000 habitantes, es la EDAR de Apraiz, en Elgóibar, que se inauguró en marzo de 2007. Quedan pendientes y están en construcción las de Vergara y Mondragón, que tienen prevista su entrada en funcionamiento a finales del 2007 y en el 2012 respectivamente. Una vez construidas estas estaciones de depuración se garantiza que la calidad de las aguas de la cuenca íntegra del Deva cumplirá las garantías sanitarias marcadas por las directrices de la Unión Europea, y se confía en que se regeneren los ecosistemas fluviales y terrestres que se vieron afectados en el siglo XX.
Ya en el 2008 es posible observar colonias de patos en el tramo eibarrés del río Ego, en su confluencia con el Deva en Málzaga, y ya en todo el Deva, casi hasta la desembocadura.

## Afluentes
Los afluentes principales del Deva son:
- Por la izquierda:
  - Angiozar
  - Aramayona
  - Aranerreka
  - Kilimon, ya en Mendaro.
  - Ego, principal afluente. Procede de Mallavia, Ermua y Éibar. Ha sido muy maltratado por la industria y la urbanización de dichos pueblos.
- Por la derecha:
  - Oñate, que viene de Oñate.

## Otros ríos Deva
Existen otros ríos llamados Deva: uno en Mesopotamia, otro entre Cantabria y Asturias y otros dos en Galicia.